# Супергероините на DC: Интергалактически игри
„Супергероините на DC: Интергалактически игри“ (на английски: DC Super Hero Girls: Intergalactic Games) е американска анимация от 2017 г. по едноименната поредица, продуциран от Уорнър Брос Анимейшън. Това е вторият филм от поредицата „DC Super Hero Girls“. Пуснат е дигитално на 9 май 2017 г. и е последван от DVD издание на 23 май 2017 г.

## Актьорски състав
- Ивет Никол Браун – Директор Уолър
- Грег Сайпс – Зверчето / Айрън
- Рони Деймс – Лина Лутор
- Джесика Дичико – Звезден сапфир / Лашина
- Джон Димаджо – Амбасадор Бек
- Тийла Дън – Пчеличка / Артемиз
- Анаис Феъруедър – Супергърл
- Ника Фътърман – Момичето ястреб
- Грей Делайл – Жената-чудо / Платинум
- Джулиан Гросман – Хиполайта / Монгал
- Таня Гунади – Лейди Шива
- Джош Кийтън – Светкавицата/Стийв Тревър
- Том Кени – Синестро / Лобо
- Фил Ламар – Док Магнус
- Мисти Лий – Биг Барда / Лудата Хариет
- Даника Макелър – Фрост
- Кари Пейтън – Киборг / Лийд
- Стефани Шех – Катана / Блийз
- Ейприл Стюарт – Баба Доброта / Стомпа
- Тара Стронг – Харли Куин / Отровната Айви
- Фред Таташор – Брейниак / Криптомити
- Ана Вочино – Оракула
- Хиндън Уолч – Старфайър / Блекфайър
- Мей Уитман – Барбара Гордън / Батгърл / Кралицата на скоростта
- Алексис Зол – Лоис Лейн

## В България
В България филмът е излъчен за първи път по „Би Ти Ви Комеди“ на 22 февруари 2022 г. от 10:00 ч.
На 5 юни 2022 г. е излъчен и по „Картун Нетуърк“ в неделя от 8:45 ч. Преведен е като „Ди Си Суперхироу Гърлс: Интергалактически игри“.